# Motocyklowe Grand Prix San Marino
Motocyklowe Grand Prix San Marino – eliminacja Motocyklowych Mistrzostw Świata obecnie rozgrywana na torze Misano World Circuit Marco Simoncelli.

## Wyniki wyścigów w MMŚ
| Rok  | Tor    | Moto3               | Moto3    | Moto2               | Moto2      | MotoGP            | MotoGP   |
| Rok  | Tor    | Kierowca            | Motocykl | Kierowca            | Motocykl   | Kierowca          | Motocykl |
| ---- | ------ | ------------------- | -------- | ------------------- | ---------- | ----------------- | -------- |
| 2023 | Misano | David Alonso        | Gas Gas  | Pedro Acosta        | Kalex      | Jorge Martin      | Ducati   |
| 2022 | Misano | Dennis Foggia       | Honda    | Alonso López        | Boscoscuro | Francesco Bagnaia | Ducati   |
| 2021 | Misano | Dennis Foggia       | Honda    | Raúl Fernández      | Kalex      | Francesco Bagnaia | Ducati   |
| 2020 | Misano | John McPhee         | Honda    | Luca Marini         | Kalex      | Franco Morbidelli | Yamaha   |
| 2019 | Misano | Tatsuki Suzuki      | Honda    | Augusto Fernández   | Kalex      | Marc Márquez      | Honda    |
| 2018 | Misano | Lorenzo Dalla Porta | Honda    | Francesco Bagnaia   | Kalex      | Andrea Dovizioso  | Ducati   |
| 2017 | Misano | Romano Fenati       | Honda    | Thomas Lüthi        | Kalex      | Marc Márquez      | Honda    |
| 2016 | Misano | Brad Binder         | KTM      | Lorenzo Baldassarri | Kalex      | Dani Pedrosa      | Honda    |
| 2015 | Misano | Enea Bastianini     | Honda    | Johann Zarco        | Kalex      | Marc Márquez      | Honda    |
| 2014 | Misano | Álex Rins           | Yamaha   | Esteve Rabat        | Kalex      | Valentino Rossi   | Honda    |
| 2013 | Misano | Álex Rins           | KTM      | Pol Espargaró       | Kalex      | Jorge Lorenzo     | Yamaha   |
| 2012 | Misano | Sandro Cortese      | KTM      | Marc Márquez        | Suter      | Jorge Lorenzo     | Yamaha   |

| Rok  | Tor    | 125 cm3       | 125 cm3  | Moto2        | Moto2    | MotoGP        | MotoGP   |
| Rok  | Tor    | Kierowca      | Motocykl | Kierowca     | Motocykl | Kierowca      | Motocykl |
| ---- | ------ | ------------- | -------- | ------------ | -------- | ------------- | -------- |
| 2011 | Misano | Nicolás Terol | Aprilia  | Marc Márquez | Suter    | Jorge Lorenzo | Yamaha   |
| 2010 | Misano | Marc Márquez  | Derbi    | Toni Elías   | Moriwaki | Dani Pedrosa  | Honda    |

| Rok  | Tor     | 125 cm3        | 125 cm3  | 250 cm3         | 250 cm3  | MotoGP          | MotoGP   |
| Rok  | Tor     | Kierowca       | Motocykl | Kierowca        | Motocykl | Kierowca        | Motocykl |
| ---- | ------- | -------------- | -------- | --------------- | -------- | --------------- | -------- |
| 2009 | Misano  | Julián Simón   | Aprilia  | Héctor Barberá  | Honda    | Valentino Rossi | Yamaha   |
| 2008 | Misano  | Gábor Talmácsi | Aprilia  | Álvaro Bautista | Aprilia  | Valentino Rossi | Yamaha   |
| 2007 | Misano  | Mattia Pasini  | Aprilia  | Jorge Lorenzo   | Aprilia  | Casey Stoner    | Ducati   |
| 1993 | Mugello | Dirk Raudies   | Honda    | Loris Capirossi | Honda    | Michael Doohan  | Honda    |
| 1991 | Mugello | Peter Öttl     | Rotax    | Luca Cadalora   | Honda    | Wayne Rainey    | Yamaha   |

| Rok  | Tor     | 80 cm3             | 80 cm3   | 125 cm3         | 125 cm3  | 250 cm3        | 250 cm3       | 500 cm3      | 500 cm3  |
| Rok  | Tor     | Kierowca           | Motocykl | Kierowca        | Motocykl | Kierowca       | Motocykl      | Kierowca     | Motocykl |
| ---- | ------- | ------------------ | -------- | --------------- | -------- | -------------- | ------------- | ------------ | -------- |
| 1987 | Misano  | Manuel Herreros    | Derbi    | Fausto Gresini  | Garelli  | Loris Reggiani | Aprilia-Rotax | Randy Mamola | Yamaha   |
| 1986 | Misano  | Pier Paolo Bianchi | Seel     | August Auinger  | MBA      | Tadahiko Taira | Yamaha        | Eddie Lawson | Yamaha   |
| 1985 | Misano  | Jorge Martínez     | Derbi    | Fausto Gresini  | Garelli  | Carlos Lavado  | Yamaha        | Eddie Lawson | Yamaha   |
| 1984 | Mugello | Gerhard Waibel     | Real     | Maurizio Vitali | MBA      | Manfred Herweh | Real-Rotax    | Randy Mamola | Honda    |

| Rok  | Tor     | 50 cm3            | 50 cm3   | 125 cm3         | 125 cm3   | 250 cm3    | 250 cm3  | 500 cm3           | 500 cm3  |
| Rok  | Tor     | Kierowca          | Motocykl | Kierowca        | Motocykl  | Kierowca   | Motocykl | Kierowca          | Motocykl |
| ---- | ------- | ----------------- | -------- | --------------- | --------- | ---------- | -------- | ----------------- | -------- |
| 1983 | Imola   | Ricardo Tormo     | Garelli  | Maurizio Vitali | MBA       |            |          | Kenny Roberts     | Yamaha   |
| 1982 | Mugello | Eugenio Lazzarini | Garelli  |                 |           | Anton Mang | Kawasaki | Freddie Spencer   | Honda    |
| 1981 | Imola   | Ricardo Tormo     | Bultaco  | Loris Reggiani  | Minarelli | Anton Mang | Kawasaki | Marco Lucchinelli | Suzuki   |